# Condado de Tom Green
O Condado de Tom Green é um dos 254 condados do estado norte-americano do Texas. A sede do condado é San Angelo, e sua maior cidade é San Angelo.
O condado possui uma área de 3 990 km² (dos quais 48 km² estão cobertos por água), uma população de 104 010 habitantes, e uma densidade populacional de 26 hab/km² (segundo o censo nacional de 2000).
O condado foi criado em 13 de março de 1874.

## Localidades do Condado
- Carlsbad
- Christoval
- Grape Creek
- Knickerbocker
- Mereta
- San Angelo
- Vancourt
- Veribest
- Wall
- Water Valley